# Drumul european E714
Drumul european 714 este o rută care leagă Orange de Marsilia. Ea coincide cu autostrada A7.

## Traseu
| Franța |                   |                   |                              |
|        | Traseu            |                   | Intersecții Drumuri Europene |
| A7     | Orange - Marsilia | Orange            | E15                          |
| A7     | Orange - Marsilia | Salon-de-Provence | E80                          |
| A7     | Orange - Marsilia | Marsilia          | E712                         |